# Lettische Eishockeyliga 1999/2000
Die Saison 1999/2000 war die neunte Spielzeit der lettischen Eishockeyliga, der höchsten lettischen Eishockeyspielklasse. Meister wurde zum ersten Mal in der Vereinsgeschichte überhaupt der HK Liepājas Metalurgs.

## Modus
In der Hauptrunde absolvierten die fünf Mannschaften jeweils 16 Spiele. Die beiden bestplatzierten Mannschaften qualifizierten sich für die Finalrunde, in der der Meister ausgespielt wurde. Für diese war der HK Liepājas Metalurgs, der während der Hauptrunde am Spielbetrieb der East European Hockey League teilnahm, automatisch qualifiziert. Für einen Sieg erhielt jede Mannschaft zwei Punkte, bei einem Unentschieden gab es einen Punkt und bei einer Niederlage null Punkte.

## Hauptrunde

### Tabelle
|    | Klub                       | Sp | Tore   | Punkte |
| -- | -------------------------- | -- | ------ | ------ |
| 1. | HK Nik’s Brih Riga         | 16 | 95:061 | 24     |
| 2. | HK Lido Nafta Riga         | 16 | 89:054 | 21     |
| 3. | Dinamo 81 Riga             | 16 | 71:057 | 18     |
| 4. | Essamika Ogre/Juniors Riga | 16 | 64:067 | 16     |
| 5. | LB Prizma Riga             | 16 | 55:135 | 1      |

Sp = Spiele, S = Siege, U = unentschieden, N = Niederlagen, OTS = Overtime-Siege, OTN = Overtime-Niederlage, SOS = Penalty-Siege, SON = Penalty-Niederlage

## Finalrunde
|    | Klub                  | Sp | S | U | N | Tore  | Punkte |
| -- | --------------------- | -- | - | - | - | ----- | ------ |
| 1. | HK Liepājas Metalurgs | 4  | 4 | 0 | 0 | 20:01 | 8      |
| 2. | HK Lido Nafta Riga    | 4  | 1 | 1 | 2 | 11:15 | 3      |
| 3. | HK Nik’s Brih Riga    | 4  | 0 | 1 | 3 | 05:20 | 1      |

Sp = Spiele, S = Siege, U = unentschieden, N = Niederlagen, OTS = Overtime-Siege, OTN = Overtime-Niederlage, SOS = Penalty-Siege, SON = Penalty-Niederlage